# Ton direct
Le ton direct, ou « couleur d’accompagnement » en imprimerie désigne l’utilisation d’une encre spécifique, obtenue par mélange à partir d’un nuancier. Un ton direct nécessite donc une plaque d’impression et non quatre, par opposition aux couleurs obtenues par la superposition quadrichromique CMJN (cyan + magenta + jaune + noir).
Les couleurs en tons directs permettent d’obtenir des couleurs qui sortent de la gamme quadrichromique (métalliques, fluo…). Puisqu’elles sont basées sur des nuanciers de référence (certains sont des marques déposées), elles permettent une plus grande précision et une plus grande constance (d’un imprimeur à l’autre par exemple).
En somme, le ton direct permet d'imprimer des teintes sortant du gamut de la synthèse soustractive.
On fait plus rarement appel au ton direct qu'à la quadrichromie (CMJN) car il coûte plus cher. Il s'agit en effet le plus souvent de créer une nuance à part entière à partir des encres présentes sur un nuancier de référence. Souvent, on associe la quadri et un ton direct pour minimiser les coûts (par rapport à une impression purement en tons directs). Cela permet d'obtenir une couleur particulière plus lumineuse, ou de réaliser une couleur pure impossible à obtenir en quadri. C'est aussi le moyen d'imprimer des couleurs métalliques (argent, or).
De manière générale, mais non systématique, l'imprimeur réalisant une bichromie peut recomposer les couleurs voulues à l'aide d'un nuancier qui lui indiquera les quantités d'encre à mélanger pour obtenir la teinte recherchée. Ces encres peuvent provenir soit de tons directs soit de couleurs primaires.
Il arrive que des couleurs primaires se rajoutent dans des documents quadrichromiques, mais cela engendre une augmentation des coûts. L'hexachromie par exemple (utilisation de 6 couleurs) nécessite non seulement 6 teintes, mais également 6 passages dans le système d'impression, qui n'imprime qu'une couleur à la fois. Ces couleurs sont quelquefois impossibles à recréer avec la quadrichromie standard.
Les teintes de la synthèse soustractive existent en tant que ton direct, mais les données chimiques complètes varient, et donc leurs caractéristiques techniques sont différentes.
Il existe plusieurs gammes de tons directs (marques appartenant à leurs auteurs respectifs) :
- Dic
- Focoltone
- Pantone Matching System ou Pantone
- Toyo
- Truematch

Pantone est le système de tons directs dominant en Europe et aux États-Unis, il définit les couleurs par chiffre et C (pour coated, papier couché), U (pour uncoated, papier non couché).